# Hellas Verona Football Club 2017-2018
Questa voce raccoglie le informazioni riguardanti l'Hellas Verona Football Club nelle competizioni ufficiali della stagione 2017-2018.

## Stagione
Per la stagione 2017-18 i neopromossi scaligeri acquistano Antonio Cassano, ma il giocatore dà l'addio al calcio ancor prima che il campionato abbia inizio. La formazione veneta comincia male il torneo, ottenendo la prima vittoria soltanto a metà ottobre. Nel girone di andata viene anche perso il derby, mentre gli altri successi sono ottenuti ai danni di Sassuolo e Milan.
Penultimo in classifica dopo 19 giornate, il Verona non si schioda dai bassifondi nemmeno nel girone di ritorno. La sconfitta per 4-1 contro il Milan condanna in anticipo i gialloblù alla retrocessione, la seconda nell'ultimo triennio.

## Divise e sponsor
Per la quinta stagione consecutiva lo sponsor tecnico è Nike, dal cui catalogo sono tratte le tre divise scelte dal club scaligero, che ne ha successivamente curato la personalizzazione. Secondo la prassi inaugurata con l'inizio della partnership con l'azienda americana, i colori delle maglie adottano una gradazione più scura rispetto a quelli tradizionalmente legati all'Hellas.
La prima maglia è completamente blu, molto simile alla terza maglia della scorsa stagione. Le personalizzazioni sono di colore giallo, mentre i marchi degli sponsor sono bianchi (fatto salvo lo swoosh Nike, blu).
La seconda maglia è completamente gialla (esattamente come quella della scorsa stagione), con colletto e risvolti delle maniche blu, raccordati da fasce blu lungo le spalle. Sulla parte inferiore sinistra del torso è stampigliato in sublimatico lo scudetto crociato, emblema araldico della città di Verona. Gialli con finiture blu sono anche pantaloncini e calzettoni, mentre le personalizzazioni e i marchi degli sponsor sono blu.
Dopo tre anni il terzo completo torna a essere bianco, in esso i colori sociali del Verona sono presenti in una serie di quadratini che formano una banda verticale che attraversa il kit centralmente, sfumando verso gli estremi, mentre il blu navy è relegato alle personalizzazioni e ad alcuni dettagli (fasce laterali dei calzoncini), fatto salvo lo swoosh Nike che è di color nero.
Main sponsor di maglia è Metano Nord, cui si abbina il co-sponsor Chancebet.it (sul retro della maglia). Numerazione e nomi dei calciatori impressi sulle maglie presentano una grafica rinnovata, più spessa e tondeggiante, con il mastino disegnato su ogni numero.
| Casa | Casa (alternativa) | Trasferta | Terza divisa | 1ª div. portiere | 2ª div. portiere |

## Rosa
| N. |                          | Ruolo | Calciatore                   |
| -- | ------------------------ | ----- | ---------------------------- |
|    | Brasile (bandiera)       | P     | Nícolas                      |
|    | Italia (bandiera)        | C     | Rômulo                       |
|    | Italia (bandiera)        | D     | Nicolò Cherubin              |
|    | Italia (bandiera)        | C     | Simon Laner                  |
|    | Argentina (bandiera)     | C     | Bruno Zuculini               |
|    | Italia (bandiera)        | D     | Michelangelo Albertazzi      |
|    | Italia (bandiera)        | C     | Daniele Verde                |
|    | Italia (bandiera)        | C     | Marco Fossati                |
|    | Italia (bandiera)        | A     | Moise Kean                   |
|    | Italia (bandiera)        | C     | Alessio Cerci                |
|    | Italia (bandiera)        | A     | Giampaolo Pazzini (capitano) |
|    | Italia (bandiera)        | D     | Antonio Caracciolo           |
|    | Argentina (bandiera)     | C     | Franco Zuculini              |
|    | Inghilterra (bandiera)   | A     | Rolando Aarons               |
|    | Italia (bandiera)        | P     | Marco Silvestri              |
|    | Uruguay (bandiera)       | D     | Alejandro González           |
|    | Italia (bandiera)        | C     | Mattia Zaccagni              |
|    | Corea del Sud (bandiera) | A     | Lee Seung-woo                |
|    | Italia (bandiera)        | D     | Matteo Bianchetti            |
|    | Italia (bandiera)        | C     | Simone Calvano               |

| N. |                          | Ruolo | Calciatore             |
| -- | ------------------------ | ----- | ---------------------- |
|    | Italia (bandiera)        | C     | Daniel Bessa           |
|    | Romania (bandiera)       | D     | Deian Boldor           |
|    | Uruguay (bandiera)       | D     | Martín Cáceres         |
|    | Serbia (bandiera)        | D     | Jagoš Vuković          |
|    | Italia (bandiera)        | C     | Mattia Valoti          |
|    | Italia (bandiera)        | D     | Alex Ferrari           |
|    | Slovacchia (bandiera)    | A     | Ľubomír Tupta          |
|    | Brasile (bandiera)       | A     | Ryder Matos            |
|    | Albania (bandiera)       | D     | Marash Kumbulla        |
|    | Italia (bandiera)        | A     | Enrico Bearzotti       |
|    | Italia (bandiera)        | P     | Ferdinando Coppola     |
|    | Francia (bandiera)       | D     | Samuel Souprayen       |
|    | Croazia (bandiera)       | A     | Bruno Petković         |
|    | Italia (bandiera)        | C     | Andrea Danzi           |
|    | Francia (bandiera)       | D     | Thomas Heurtaux        |
|    | Liechtenstein (bandiera) | C     | Marcel Büchel          |
|    | Italia (bandiera)        | P     | Nicola Borghetto       |
|    | Algeria (bandiera)       | A     | Mohamed Fares          |
|    | Italia (bandiera)        | D     | Gian Filippo Felicioli |
|    | Slovacchia (bandiera)    | C     | Simon Stefanec         |

## Calciomercato

### Sessione estiva(dal 3/7 al 31/8)
| Acquisti | Acquisti               | Acquisti        | Acquisti                                                                            |
| R.       | Nome                   | da              | Modalità                                                                            |
| -------- | ---------------------- | --------------- | ----------------------------------------------------------------------------------- |
| P        | Nicola Borghetto       | Belluno         | prestito con diritto di opzione                                                     |
| P        | Marco Silvestri        | Leeds Utd       | definitivo                                                                          |
| D        | Filippo Boni           | Pistoiese       | fine prestito                                                                       |
| D        | Riccardo Brosco        | Latina          | fine prestito                                                                       |
| D        | Martín Cáceres         |                 | svincolato                                                                          |
| D        | Nicolò Cherubin        | Bologna         | riscatto prestito                                                                   |
| D        | Alex Ferrari           | Bologna         | prestito con obbligo di riscatto                                                    |
| D        | Gian Filippo Felicioli | Milan           | prestito biennale con diritto di riscatto                                           |
| D        | Alejandro González     | Avellino        | fine prestito                                                                       |
| D        | Thomas Heurtaux        | Udinese         | prestito con diritto di riscatto                                                    |
| D        | Davide Riccardi        | Südtirol        | fine prestito                                                                       |
| C        | Marcel Büchel          | Empoli          | prestito con opzione e obbligo di riscatto al verificarsi di determinate condizioni |
| C        | Simone Calvano         | Reggiana        | fine prestito                                                                       |
| C        | Luca Checchin          | Prato           | fine prestito                                                                       |
| C        | Marco Fossati          | Cagliari        | riscatto prestito                                                                   |
| C        | Simon Laner            | Modena          | fine prestito                                                                       |
| C        | Daniele Verde          | Roma            | prestito con diritto di opzione e contro opzione                                    |
| C        | Federico Viviani       | Bologna         | fine prestito                                                                       |
| C        | Bruno Zuculini         | Manchester City | definitivo                                                                          |
| C        | Franco Zuculini        |                 | svincolato                                                                          |
| A        | Enrico Bearzotti       | Arezzo          | fine prestito                                                                       |
| A        | Antonio Cassano        |                 | svincolato                                                                          |
| A        | Alessio Cerci          |                 | svincolato                                                                          |
| A        | Moise Kean             | Juventus        | prestito                                                                            |
| A        | Lee Seung-woo          | Barcellona      | definitivo                                                                          |
| A        | Ernesto Torregrossa    | Brescia         | fine prestito                                                                       |

| Cessioni | Cessioni              | Cessioni        | Cessioni                                         |
| R.       | Nome                  | a               | Modalità                                         |
| -------- | --------------------- | --------------- | ------------------------------------------------ |
| P        | Lorenzo Ferrari       | Arezzo          | prestito                                         |
| D        | Andrea Badan          | Prato           | prestito                                         |
| D        | Deian Boldor          | Bologna         | fine prestito                                    |
| D        | Filippo Boni          | Cuneo           | definitivo                                       |
| D        | Riccardo Brosco       | Carpi           | prestito                                         |
| D        | Alex Ferrari          | Bologna         | fine prestito                                    |
| D        | Matteo Franchetti     | Arezzo          | prestito                                         |
| D        | Filip Helander        | Bologna         | riscatto prestito                                |
| D        | Edoardo Pavan         | Paganese        | prestito                                         |
| D        | Eros Pisano           | Bristol City    | svincolato                                       |
| D        | Davide Riccardi       | Lecce           | prestito con diritto di opzione e contro opzione |
| C        | Nicolò Casale         | Perugia         | prestito con diritto di opzione e contro-opzione |
| C        | Luca Checchin         | Brescia         | prestito con diritto di opzione e contro-opzione |
| C        | Nicola Guglielmelli   | Prato           | prestito                                         |
| C        | Gennaro Troianiello   | Salernitana     | fine prestito                                    |
| C        | Federico Viviani      | SPAL            | prestito con diritto di opzione                  |
| C        | Bruno Zuculini        | Manchester City | fine prestito                                    |
| C        | Franco Zuculini       | Bologna         | fine prestito                                    |
| A        | Carlos Buxton         | Paganese        | prestito                                         |
| A        | Pierluigi Cappelluzzo | Pescara         | prestito con diritto di opzione e contro opzione |
| A        | Antonio Cassano       |                 | risoluzione consensuale                          |
| A        | Simone Ganz           | Juventus        | fine prestito                                    |
| A        | Juanito Gómez         |                 | risoluzione consensuale                          |
| A        | Davide Luppi          | Virtus Entella  | prestito con obbligo di riscatto                 |
| A        | Adama Sane            | Juventus        | prestito con diritto di riscatto                 |
| A        | Luca Siligardi        | Parma           | definitivo                                       |
| A        | Ernesto Torregrossa   | Brescia         | prestito                                         |

### Sessione invernale(dal 3/1 al 31/1)
| Acquisti | Acquisti       | Acquisti      | Acquisti                         |
| R.       | Nome           | da            | Modalità                         |
| -------- | -------------- | ------------- | -------------------------------- |
| D        | Andrea Badan   | Prato         | fine prestito                    |
| D        | Deian Boldor   | Bologna       | prestito con diritto di riscatto |
| D        | Jagoš Vuković  | Olympiacos    | prestito con diritto di riscatto |
| C        | Nicolò Casale  | Perugia       | fine prestito                    |
| A        | Rolando Aarons | Newcastle Utd | prestito                         |
| A        | Carlos Buxton  | Paganese      | fine prestito                    |
| A        | Ryder Matos    | Udinese       | prestito                         |
| A        | Bruno Petković | Bologna       | prestito                         |

| Cessioni | Cessioni                | Cessioni    | Cessioni                        |
| R.       | Nome                    | a           | Modalità                        |
| -------- | ----------------------- | ----------- | ------------------------------- |
| D        | Michelangelo Albertazzi |             | svincolato                      |
| D        | Andrea Badan            | AlbinoLeffe | prestito                        |
| D        | Martín Cáceres          | Lazio       | definitivo                      |
| D        | Nicolò Cherubin         | Ascoli      | prestito                        |
| D        | Alejandro González      | Perugia     | prestito con diritto di opzione |
| C        | Daniel Bessa            | Genoa       | prestito con diritto di opzione |
| C        | Nicolò Casale           | Prato       | prestito                        |
| C        | Bruno Zuculini          | River Plate | definitivo                      |
| A        | Giampaolo Pazzini       | Levante     | prestito                        |
| A        | Ernesto Torregrossa     | Brescia     | definitivo                      |

## Risultati

### Serie A

#### Girone di andata
| Arbitro: | Fabbri (Ravenna) |

|                    |           |                                            |
| Pazzini 83’ (rig.) | Marcatori | 32’ (aut.) Souprayen 39’ Milik 62’ Ghoulam |

| Crotone 27 agosto 2017, ore 20:45 CEST 2ª giornata | Crotone                  | 0 – 0 referto | Verona | Stadio Ezio Scida (9 158 spett.)\| Arbitro: \| Guida (Torre Annunziata) \| |
| Arbitro:                                           | Guida (Torre Annunziata) |               |        |                                                                            |

| Arbitro: | Damato (Barletta) |

|  |           |                                                                    |
|  | Marcatori | 2’ Simeone 10’ (rig.) Théréau 24’ Astori 62’ Veretout 89’ Gil Dias |

| Arbitro: | Pairetto (Nichelino) |

|                               |           |  |
| Nainggolan 22’ Džeko 33’, 61’ | Marcatori |  |

| Verona 20 settembre 2017, ore 20:45 CEST 5ª giornata | Verona                 | 0 – 0 referto | Sampdoria | Stadio Marcantonio Bentegodi (14 690 spett.)\| Arbitro: \| Manganiello (Pinerolo) \| |
| Arbitro:                                             | Manganiello (Pinerolo) |               |           |                                                                                      |

| Arbitro: | Irrati (Pistoia) |

|  |           |                                      |
|  | Marcatori | 24’ (rig.), 40’ Immobile 60’ Marušić |

| Arbitro: | Gavillucci (Latina) |

|                           |           |                               |
| Iago Falque 31’ Niang 44’ | Marcatori | 89’ Kean 90+2’ (rig.) Pazzini |

| Arbitro: | Di Bello (Brindisi) |

|            |           |  |
| Rômulo 74’ | Marcatori |  |

| Arbitro: | Abisso (Palermo) |

|                                        |           |                             |
| Inglese 23’, 30’ (rig.) Pellissier 73’ | Marcatori | 6’ Verde 55’ (rig.) Pazzini |

| Arbitro: | Marinelli (Tivoli) |

|                                   |           |  |
| Freuler 50’ Iličić 59’ Kurtić 75’ | Marcatori |  |

| Arbitro: | Gavillucci (Latina) |

|                    |           |                              |
| Pazzini 59’ (rig.) | Marcatori | 36’ Borja Valero 67’ Perišić |

| Arbitro: | Guida (Torre Annunziata) |

|                           |           |                |
| Ceppitelli 28’ Faragò 85’ | Marcatori | 6’ B. Zuculini |

| Arbitro: | Mariani (Aprilia) |

|                       |           |                                    |
| Cerci 12’ Cáceres 33’ | Marcatori | 21’ Destro 74’ Okwonkwo 76’ Donsah |

| Arbitro: | Valeri (Roma) |

|  |           |                           |
|  | Marcatori | 22’ B. Zuculini 31’ Verde |

| Arbitro: | Damato (Barletta) |

|  |           |              |
|  | Marcatori | 45+2’ Pandev |

| Arbitro: | Rocchi (Firenze) |

|                                   |           |                              |
| Paloschi 86’ Antenucci 88’ (rig.) | Marcatori | 55’ (rig.) Cerci 69’ Cáceres |

| Arbitro: | Orsato (Schio) |

|                                        |           |  |
| Ant. Caracciolo 24’ Kean 55’ Bessa 77’ | Marcatori |  |

| Arbitro: | Maresca (Napoli) |

|                                       |           |  |
| Barák 27’, 68’ Widmer 44’ Lasagna 80’ | Marcatori |  |

| Arbitro: | Mazzoleni (Bergamo) |

|             |           |                            |
| Cáceres 59’ | Marcatori | 6’ Matuidi 72’, 77’ Dybala |

#### Girone di ritorno
| Arbitro: | Abisso (Palermo) |

|                            |           |  |
| Koulibaly 65’ Callejón 78’ | Marcatori |  |

| Arbitro: | Rocchi (Firenze) |

|  |           |                                  |
|  | Marcatori | 3’ Barberis 54’ Stoian 67’ Ricci |

| Arbitro: | Gavillucci (Latina) |

|              |           |                                       |
| Gil Dias 53’ | Marcatori | 11’ Vuković 20’, 46’ Kean 55’ Ferrari |

| Arbitro: | Fabbri (Ravenna) |

|  |           |          |
|  | Marcatori | 1’ Ünder |

| Arbitro: | Pairetto (Nichelino) |

|                                     |           |  |
| Barreto 50’ Quagliarella 85’ (rig.) | Marcatori |  |

| Arbitro: | Calvarese (Teramo) |

|                   |           |  |
| Immobile 55’, 60’ | Marcatori |  |

| Arbitro: | Massa (Imperia) |

|                 |           |           |
| Valoti 12’, 77’ | Marcatori | 49’ Niang |

| Benevento 4 marzo 2018, ore 15:00 CET 27ª giornata | Benevento     | – Rinviata | Verona | Stadio Ciro Vigorito\| Arbitro: \| Valeri (Roma) \| |
| Arbitro:                                           | Valeri (Roma) |            |        |                                                     |

| Arbitro: | Damato (Barletta) |

|                     |           |  |
| Ant. Caracciolo 52’ | Marcatori |  |

| Arbitro: | Di Bello (Brindisi) |

|  |           |                                                         |
|  | Marcatori | 2’ Cristante 45+4’ (rig.), 48’, 69’ Iličić 71’ A. Gómez |

| Arbitro: | Rocchi (Firenze) |

|                            |           |  |
| Icardi 1’, 49’ Perišić 13’ | Marcatori |  |

| Arbitro: | Doveri (Roma) |

|                              |           |  |
| Letizia 25’ Diabaté 66’, 84’ | Marcatori |  |

| Arbitro: | Valeri (Roma) |

|                   |           |  |
| Rômulo 36’ (rig.) | Marcatori |  |

| Arbitro: | Abisso (Palermo) |

|                      |           |  |
| Verdi 31’ Nagy 90+4’ | Marcatori |  |

| Arbitro: | Guida (Torre Annunziata) |

|  |           |           |
|  | Marcatori | 38’ Lemos |

| Arbitro: | Gavillucci (Latina) |

|                                    |           |                   |
| Medeiros 7’ Bessa 78’ Pandev 90+3’ | Marcatori | 64’ (rig.) Rômulo |

| Arbitro: | Banti (Livorno) |

|            |           |                                            |
| Valoti 13’ | Marcatori | 45+5’ (aut.) Fares 71’ Felipe 90+3’ Kurtić |

| Arbitro: | Pasqua (Tivoli) |

|                                                 |           |         |
| Çalhanoğlu 10’ Cutrone 32’ Abate 49’ Borini 89’ | Marcatori | 85’ Lee |

| Arbitro: | Calvarese (Teramo) |

|  |           |           |
|  | Marcatori | 20’ Barák |

| Arbitro: | Pinzani (Empoli) |

|                       |           |           |
| Rugani 49’ Pjanić 52’ | Marcatori | 76’ Cerci |

### Coppa Italia

#### Turni preliminari
| Arbitro: | Mazzoleni (Bergamo) |

|                                |           |              |
| Verde 34’, 38’ B. Zuculini 87’ | Marcatori | 49’ Castaldo |

| Arbitro: | Mariani (Aprilia) |

|                                                    |                      |                                        |
| Pellissier 8’                                      | Marcatori            | 34’ Fares                              |
| Pellissier Cacciatore Dainelli Radovanović Inglese | Tiri di rigore 4 – 5 | Rômulo Fossati Verde Tupta B. Zuculini |

#### Fase finale
| Arbitro: | Gavillucci (Latina) |

|                                    |           |  |
| Suso 23’ Romagnoli 30’ Cutrone 55’ | Marcatori |  |

## Statistiche
Statistiche aggiornate al 19 maggio 2018.

### Statistiche di squadra
| Competizione | Punti | In casa | In casa | In casa | In casa | In casa | In casa | In trasferta | In trasferta | In trasferta | In trasferta | In trasferta | In trasferta | Totale | Totale | Totale | Totale | Totale | Totale | DR  |
| Competizione | Punti | G       | V       | N       | P       | Gf      | Gs      | G            | V            | N            | P            | Gf           | Gs           | G      | V      | N      | P      | Gf     | Gs     | DR  |
| ------------ | ----- | ------- | ------- | ------- | ------- | ------- | ------- | ------------ | ------------ | ------------ | ------------ | ------------ | ------------ | ------ | ------ | ------ | ------ | ------ | ------ | --- |
| Serie A      | 25    | 19      | 5       | 1       | 13      | 14      | 35      | 19           | 2            | 3            | 14           | 16           | 43           | 38     | 7      | 4      | 27     | 30     | 78     | -48 |
| Coppa Italia | -     | 1       | 1       | 0       | 0       | 3       | 1       | 2            | 0            | 1            | 1            | 1            | 4            | 3      | 1      | 1      | 1      | 4      | 5      | -1  |
| Totale       | -     | 20      | 6       | 1       | 13      | 17      | 36      | 21           | 2            | 4            | 15           | 17           | 47           | 41     | 8      | 5      | 28     | 34     | 83     | -49 |

### Andamento in campionato
| Giornata  | 1  | 2  | 3  | 4  | 5  | 6  | 7  | 8  | 9  | 10 | 11 | 12 | 13 | 14 | 15 | 16 | 17 | 18 | 19 | 20 | 21 | 22 | 23 | 24 | 25 | 26 | 27 | 28 | 29 | 30 | 31 | 32 | 33 | 34 | 35 | 36 | 37 | 38 |
| --------- | -- | -- | -- | -- | -- | -- | -- | -- | -- | -- | -- | -- | -- | -- | -- | -- | -- | -- | -- | -- | -- | -- | -- | -- | -- | -- | -- | -- | -- | -- | -- | -- | -- | -- | -- | -- | -- | -- |
| Luogo     | C  | T  | C  | T  | C  | C  | T  | C  | T  | T  | C  | T  | C  | T  | C  | T  | C  | T  | C  | T  | C  | T  | C  | T  | T  | C  | T  | C  | C  | T  | C  | T  | C  | T  | C  | T  | C  | T  |
| Risultato | P  | N  | P  | P  | N  | P  | N  | V  | P  | P  | P  | P  | P  | V  | P  | N  | V  | P  | P  | P  | P  | V  | P  | P  | P  | V  | P  | V  | P  | P  | V  | P  | P  | P  | P  | P  | P  | P  |
| Posizione | 16 | 13 | 19 | 19 | 18 | 19 | 18 | 15 | 17 | 18 | 19 | 19 | 19 | 19 | 19 | 19 | 19 | 19 | 19 | 19 | 19 | 19 | 19 | 19 | 19 | 19 | 19 | 19 | 19 | 19 | 19 | 19 | 19 | 19 | 19 | 19 | 19 | 19 |

Fonte:  Serie A 2017/2018, su calcio.com.
Legenda:

Luogo: C = Casa; T = Trasferta. Risultato: V = Vittoria; N = Pareggio; P = Sconfitta.

### Statistiche dei giocatori
Sono in corsivo i calciatori che hanno lasciato la società a stagione in corso.
| Giocatore     | Serie A  | Serie A | Serie A     | Serie A    | Coppa Italia | Coppa Italia | Coppa Italia | Coppa Italia | Totale   | Totale | Totale      | Totale     |
| Giocatore     | Presenze | Reti    | Ammonizioni | Espulsioni | Presenze     | Reti         | Ammonizioni  | Espulsioni   | Presenze | Reti   | Ammonizioni | Espulsioni |
| ------------- | -------- | ------- | ----------- | ---------- | ------------ | ------------ | ------------ | ------------ | -------- | ------ | ----------- | ---------- |
| R. Aarons     | 11       | 0       | 0           | 0          | -            | -            | -            | -            | 11       | 0      | 0           | 0          |
| M. Albertazzi | -        | -       | -           | -          | -            | -            | -            | -            | -        | -      | -           | -          |
| E. Bearzotti  | 6        | 0       | 0           | 0          | 1            | 0            | 0            | 0            | 7        | 0      | 0           | 0          |
| D. Bessa      | 17       | 1       | 5           | 0          | 3            | 0            | 1            | 0            | 20       | 1      | 6           | 0          |
| M. Bianchetti | 2        | 0       | 1           | 0          | -            | -            | -            | -            | 2        | 0      | 1           | 0          |
| D. Boldor     | 1        | 0       | 1           | 0          | -            | -            | -            | -            | 1        | 0      | 1           | 0          |
| N. Borghetto  | 0        | -0      | 0           | 0          | 0            | -0           | 0            | 0            | 0        | -0     | 0           | 0          |
| M. Büchel     | 23       | 0       | 9           | 0          | 1            | 0            | 0            | 0            | 24       | 0      | 9           | 0          |
| M. Cáceres    | 14       | 3       | 3           | 0          | 1            | 0            | 0            | 0            | 15       | 3      | 3           | 0          |
| S. Calvano    | 15       | 0       | 1           | 0          | 1            | 0            | 0            | 0            | 16       | 0      | 1           | 0          |
| A. Caracciolo | 33       | 2       | 6           | 0          | 0            | 0            | 0            | 0            | 33       | 2      | 6           | 0          |
| A. Cerci      | 24       | 3       | 1           | 0          | 1            | 0            | 0            | 0            | 25       | 3      | 1           | 0          |
| N. Cherubin   | -        | -       | -           | -          | 0            | 0            | 0            | 0            | 0        | 0      | 0           | 0          |
| F. Coppola    | 0        | -0      | 0           | 0          | 0            | -0           | 0            | 0            | 0        | -0     | 0           | 0          |
| A. Danzi      | 5        | 0       | 1           | 0          | 0            | 0            | 0            | 0            | 5        | 0      | 1           | 0          |
| M. Fares      | 30       | 0       | 12          | 0          | 3            | 1            | 0            | 0            | 33       | 1      | 12          | 0          |
| G. Felicioli  | 6        | 0       | 1           | 0          | 2            | 0            | 0            | 0            | 8        | 0      | 1           | 0          |
| A. Ferrari    | 25       | 1       | 5           | 0          | 2            | 0            | 0            | 0            | 27       | 1      | 5           | 0          |
| M. Fossati    | 17       | 0       | 5           | 0          | 2            | 0            | 1            | 0            | 19       | 0      | 6           | 0          |
| A. González   | 0        | 0       | 0           | 0          | 0            | 0            | 0            | 0            | 0        | 0      | 0           | 0          |
| T. Heurtaux   | 2        | 0       | 4           | 1          | 1            | 0            | 1            | 0            | 3        | 0      | 5           | 1          |
| M. Kean       | 19       | 4       | 5           | 0          | 1            | 0            | 0            | 0            | 20       | 4      | 5           | 0          |
| M. Kumbulla   | 0        | 0       | 0           | 0          | 0            | 0            | 0            | 0            | 0        | 0      | 0           | 0          |
| S. Laner      | 0        | 0       | 0           | 0          | 0            | 0            | 0            | 0            | 0        | 0      | 0           | 0          |
| S. Lee        | 14       | 1       | 4           | 0          | 2            | 0            | 0            | 0            | 16       | 1      | 4           | 0          |
| R. Matos      | 14       | 0       | 1           | 0          | -            | -            | -            | -            | 14       | 0      | 1           | 0          |
| Nicolas       | 36       | -71     | 2           | 1          | 1            | -1           | 0            | 0            | 37       | -72    | 2           | 1          |
| G. Pazzini    | 19       | 4       | 1           | 0          | 1            | 0            | 0            | 0            | 20       | 4      | 1           | 0          |
| B. Petković   | 16       | 0       | 1           | 0          | -            | -            | -            | -            | 16       | 0      | 1           | 0          |
| Rômulo        | 37       | 3       | 7           | 0          | 3            | 0            | 0            | 0            | 40       | 3      | 7           | 0          |
| M. Silvestri  | 2        | -7      | 0           | 0          | 2            | -4           | 0            | 0            | 4        | -11    | 0           | 0          |
| S. Souprayen  | 22       | 0       | 3           | 1          | 3            | 0            | 0            | 0            | 25       | 0      | 3           | 1          |
| S. Stefanec   | 0        | 0       | 0           | 0          | 0            | 0            | 0            | 0            | 0        | 0      | 0           | 0          |
| L. Tupta      | 2        | 0       | 0           | 0          | 1            | 0            | 0            | 0            | 3        | 0      | 0           | 0          |
| M. Valoti     | 26       | 3       | 9           | 0          | 2            | 0            | 0            | 0            | 28       | 3      | 9           | 0          |
| D. Verde      | 30       | 2       | 0           | 0          | 3            | 2            | 0            | 0            | 33       | 4      | 0           | 0          |
| J. Vuković    | 15       | 1       | 1           | 0          | -            | -            | -            | -            | 15       | 1      | 1           | 0          |
| M. Zaccagni   | 6        | 0       | 1           | 0          | 1            | 0            | 0            | 0            | 7        | 0      | 1           | 0          |
| B. Zuculini   | 16       | 2       | 8           | 3          | 3            | 1            | 1            | 0            | 19       | 3      | 9           | 3          |
| F. Zuculini   | 11       | 0       | 1           | 0          | 0            | 0            | 0            | 0            | 11       | 0      | 1           | 0          |